# Paul Pranschke
Paul Pranschke, andere Schreibweise: Pranczke (* 2. Juli 1892 in Lauenburg, Pommern; † 20. Juli 1959 in Berlin), war ein deutscher Politiker (SPD).
Paul Pranschke besuchte eine Volksschule und machte eine Töpferlehre, die er aber abbrach. Er ging anschließend zur See. Später arbeitete er als Maschinist bei der Berliner BEWAG, wo er auch im Vorstand des Betriebsrats war. Da Walter Röber Bezirksbürgermeister im Bezirk Wedding wurde, rückte Pranschke im Januar 1947 für ein knappes Jahr in die Stadtverordnetenversammlung von Groß-Berlin nach.